# Foo Fighters Live at Wembley Stadium
Live at Wembley Stadium é um vídeo ao vivo lançado em DVD pela banda Foo Fighters em 25 de agosto de 2008 no Reino Unido. Foi filmado durante um show da banda no Estádio de Wembley nos dias 6 e 7 de junho de 2008, sexta-feira e sábado respectivamente. 
O vídeo apresenta uma combinação de imagens de ambas as noites, incluindo as participações especiais dos membros do Led Zeppelin, John Paul Jones (baixo) e Jimmy Page (guitarra), durante o segundo show.
O DVD foi certificado ouro (7500 vendas) na Austrália, na sua terceira semana após o lançamento.

## Faixas
1. "The Pretender" (sábado)
2. "Times Like These" (sábado)
3. "No Way Back" (sábado)
4. "Cheer Up, Boys (Your Make Up Is Running)" (sábado)
5. "Learn to Fly" (sábado)
6. "Long Road to Ruin" (sábado)
7. "Breakout" (sábado)
8. "Stacked Actors" (sexta)
9. "Skin and Bones"
10. "Marigold" (sábado)
11. "My Hero" (sábado)
12. "Cold Day in the Sun" (sábado)
13. "Everlong" (sexta)
14. "Monkey Wrench" (sexta)
15. "All My Life" (sábado)
16. "Rock and Roll" (sábado)
17. "Ramble On" (sábado)
18. "Best of You" (sábado)

Duas canções não incluídas foram tocadas em ambas as noites. São "This Is a Call" e "Big Me". Existem outras músicas que foram tocadas em apenas um dos dois shows, mas não são mostradas no vídeo.

### 6 de Junho
"But, Honestly", "DOA", "Generator"

### 7 de Junho
"Let It Die"

## Desempenho nos gráficos
| Gráfico (2008)               | Melhor posição |
| ---------------------------- | -------------- |
| UK Top 10 Music DVDs         | 1              |
| RIANZ Music DVDs             | 1              |
| Australian Top 40 Music DVDs | 2              |

## A banda

### Membros
- Dave Grohl - vocal, vocal de apoio, guitarra ritmica, bateria em Rock and Roll
- Chris Shiflett - guitarra, vocal de apoio
- Nate Mendel - baixo
- Taylor Hawkins - bateria, vocal de apoio, vocal líder em Rock and Roll e Cold Day in the Sun

Com
- Pat Smear - guitarra ritmica
- Rami Jaffee - piano, teclado, acordeon
- Jessy Greene - violoncelo, violino, vocal de apoio
- Drew Hester - percussão

### Participações especiais
- John Paul Jones - baixo em 'Rock and Roll' e 'Ramble On'.
- Jimmy Page - guitarra em 'Rock and Roll' e 'Ramble On'.